# جایزه بزرگ غرب ایالات متحده ۱۹۷۷
جایزه بزرگ غرب ایالات متحده ۱۹۷۷ (انگلیسی: ‎1977 United States Grand Prix West‎)، که به‌طور رسمی با نام جایزه بزرگ لانگ بیچ شناخته می‌شود، یک مسابقهٔ موتوری در رشتهٔ اتومبیل‌رانی فرمول یک بود که در تاریخ ۳ مارس ۱۹۷۷ در پیست لانگ بیچ واقع در لانگ بیچ، کالیفرنیا، ایالات متحده آمریکا برگزار شد. این گراند پری در میان ۱۷ گراند پری در فصل ۱۹۷۷، مسابقهٔ شمارهٔ ۴ بود.
در این مسابقه که در ۸۰ دور و به مسافت ۲۶۰٫۰۸ کیلومتر (۱۶۱٫۶۰۶ مایل) برگزار شد، پول پوزیشن توسط نیکی لائودا کسب شد و سریع‌ترین زمان برای طی یک دور پیست که برابر با ۱:۲۲٫۷۵۳ بود نیز توسط نیکی لائودا به ثبت رسید.
ماریو اندرتی از تیم لوتوس-فورد، نیکی لائودا از تیم فراری و جودی شکتر از تیم ولف-فورد به‌ترتیب مقام‌های اول تا سوم مسابقه را کسب کردند.

## رده‌بندی قهرمانی پس از مسابقه
| جایگاه | راننده        | امتیاز |
| ------ | ------------- | ------ |
| ۱      | جودی شکتر     | ۱۹     |
| ۲      | نیکی لائودا   | ۱۹     |
| ۳      | کارلوس روتمان | ۱۳     |
| ۴      | ماریو اندرتی  | ۱۱     |
| ۵      | جیمز هانت     | ۹      |
| منبع:  |               |        |

| جایگاه | سازنده         | امتیاز |
| ------ | -------------- | ------ |
| ۱      | فراری          | ۲۸     |
| ۲      | ولف-فورد       | ۱۹     |
| ۳      | لوتوس-فورد     | ۱۳     |
| ۴      | مک‌لارن-فورد    | ۹      |
| ۵      | فیتیپالدی-فورد | ۸      |
| منبع:  |                |        |

یادداشت
- تنها پنج جایگاه نخست از هر رده‌بندی نمایش داده شده است.